# Code-reuse
Het hergebruiken van broncode, in het Engels code-reuse, is een manier om het ontwikkelen van computerprogramma's efficenter en minder foutgevoelig te maken.